# Finding My Way Home
Finding My Way Home és el primer àlbum d'estudi de la trompetista de jazz britànica Yazz Ahmed. El gènere musical de l'obra mescla el jazz amb la música tradicional àrab. Fou publicat el 2012 per la discogràfica Suntara després de ser registrat entre els anys 2008 i 2009.
Rebé crítiques positives a Jazzwise i The Guardian.

## Crèdits
- Yazz Ahmed - trompeta i fliscorn
- Janek Gwizdala - baix elèctroc
- Shabaka Hutchings - clarinet baix i clarinet
- Alam Nathoo - saxo tenor
- Chris Fish - violoncel
- John Bailey - piano
- Simon Hale - fender rhodes
- Jay Darwish - baix
- Laurence Cottle - baix elèctric
- George Hart - bateria
- Corrina Silvester - bateria, darbuka, rig i cròtals[2]